# Сент-Рос, Ховард
Ховард Сент-Рос (англ. Howard Powell Sant-Roos Olano; род. 13 февраля 1991, Гавана, Куба) — кубинский профессиональный баскетболист, играющий на позиции лёгкого форварда.

## Карьера
На юниорском и любительском уровнях Сент-Рос начинал карьеру в Италии. Профессиональная карьера Ховарда началась в 3 дивизионе чемпионата Германии.
В июне 2015 года Сент-Рос подписал 2-летний контракт с «Нимбурком», в составе которого стал двукратным чемпионом и обладателем Кубка Чехии.
Летом 2017 года Сент-Рос принял участие в Летней лиге НБА в составе «Денвер Наггетс».
В июле 2017 года Сент-Рос подписал контракт с «Дарюшшафакой». В составе турецкого клуба Ховард стал обладателем Еврокубка. Его статистика в турнире составила 8,6 очка, 4,2 подбора и 3,9 передачи.
С 2018 по 2020 год Сент-Рос выступал за АЕК, с которым стал победителем Межконтинентального кубка ФИБА. В сезоне 2018/2019 Ховард был признан «Лучшим оборонительным игроком» чемпионата Греции.
В январе 2020 года Сент-Рос перешёл в ЦСКА. В 10 матчах Евролиги Ховард набирал 5,5 очка, 2,5 подбора и 1,7 передачи в среднем за матч. В 2 играх Единой лиги ВТБ его статистика составила 6,5 очка, 3,5 подбора, 2,0 передачи и 1,5 перехвата.
В июле 2020 года Сент-Рос стал игроком «Панатинаикоса». В составе команды Ховард стал чемпионом Греции, победителем Кубка Греции и во второй раз признан «Лучшим оборонительным игроком» чемпионата Греции.
В сезоне 2021/2022 Сент-Рос принял участие в 32 матчах Евролиги и набирал в среднем 7,2 очка, 3,8 подбора, 3,5 передачи и 1,6 перехвата.
В марте 2022 года Сент-Рос и разыгрывающий защитник «Анадолу Эфеса» Василие Мицич были признаны «Самыми ценными игроками» 31 тура Евролиги. Рейтинг полезности обоих игроков составил 29 баллов. В победном матче против «Баварии» (80:67) Ховард набрал 15 очков, 9 подборов, 1 передачу, 3 перехвата и 1 блок-шот.
В августе 2022 года Сент-Рос подписал контракт с «Сарагосой».

## Достижения
- Обладатель Межконтинентального кубка ФИБА: 2019
- Обладатель Еврокубка: 2017/2018
- Бронзовый призёр Лиги чемпионов ФИБА: 2023/2024
- Чемпион Греции: 2020/2021
- Чемпион Чехии (2): 2015/2016, 2016/2017
- Обладатель Кубка Греции: 2020/2021
- Обладатель Кубка Чехии: 2016/2017